# Penny Black
Le Penny Black est le premier timbre postal de l'histoire. Il a été émis le 1er mai 1840 au Royaume-Uni de Grande-Bretagne et d'Irlande à l'initiative de Rowland Hill, pour un usage officiel à partir du 6 mai, dans le cadre de la réforme du système postal britannique destinée à faire désormais payer l'expéditeur plutôt que le destinataire.

## Pré-Penny post
La mise en place du Penny Black a grandement amélioré les méthodes de livraison. D'une part en réduisant les prix d'envoi : contrairement à l'ancien modèle, le coût n'était plus fonction du nombre de feuilles ou de la distance parcourue. D'autre part augmentant l'efficacité de distribution : l'expéditeur payant l'acheminement, cela permet d'éviter les renvois inévitables lorsque le destinataire refuse de payer ou ne peut pas.
Selon une histoire probablement apocryphe, Rowland Hill aurait conçu ce timbre en observant dans une auberge une jeune femme trop pauvre pour racheter une lettre adressée à elle par son fiancé. Lui proposant de payer le montant de la taxe, cette dernière refusa et lui expliqua que la lettre était vide mais que les quelques informations codées laissées sur l'enveloppe par son fiancé lui permettaient gratuitement de savoir s'il allait bien. Une enquête révéla alors que cette fraude était courante au Royaume-Uni.

## Description
Ce timbre représente le profil de la reine Victoria. Il fut imprimé en taille-douce pour dissuader les fraudeurs avec les détails de la gravure. La couleur fut abandonnée lors de son remplacement, certains clients malhonnêtes parvenant à effacer suffisamment l'encre de l'oblitération pour réutiliser les timbres.
Le premier tirage étant de piètre qualité, un second « premier » tirage a été réalisé, pour un total de 10 millions d’exemplaires imprimés. Lorsque le timbre a été retiré de la vente, environ 69 millions d'exemplaires avaient été imprimés.

## Particularités
Ce premier timbre postal fut aussi le premier objet recherché par les philatélistes à cause d'une particularité : chaque timbre porte les coordonnées de la place qu'il occupait initialement sur la feuille d'impression. Ces coordonnées sont formées de deux lettres : une pour la ligne et une pour la colonne, de AA à TL. Imprimées dans les coins du timbre, ces lettres permettent aux philatélistes de reconstituer les feuilles complètes des premiers timbres britanniques.
Le système de lettres visait à compliquer le travail des faussaires. Il a par la suite compliqué le travail des dessinateurs de timbres réalisé en hommage au Penny Black. En 1990, sur les timbres soviétiques, le dessinateur commit l'erreur de lettrer les timbres britanniques avec ses initiales (« VK » pour Vladimir Koval) et celles de sa fille (TP). La poste soviétique a émis des timbres corrigés (cf. photo de timbre sur timbre).
Pour pouvoir mieux contrôler les timbres utilisés par les administrations et institutions bénéficiant de la franchise postale, un Penny Black a été préparé en 1840 avec les lettres « V » et « R » dans les coins supérieurs du timbre. Ces timbres sont des timbres de service.
Par ailleurs, même s'il fut émis officiellement le 6 mai, la première utilisation sur une enveloppe du Penny Black fut réalisée le 2 mai 1840 à Bath, le postier local ayant dérogé aux instructions des autorités quant à la date prescrite d'usage du timbre.

## Hommages
Étant le premier timbre-poste jamais inventé, le One Penny Black figure sur de nombreux timbres commémorant sa naissance. Ces timbres sont appelés « timbre sur timbre ».
En 2004, le Penny Black apparaît sur un timbre britannique célébrant le 250e anniversaire de la Royal Society of Arts (la Société royale des Arts), dont la première médaille fut remise à Rowland Hill en 1864.